# Lijst van voetbalinterlands Georgië - Ierland
Deze lijst van voetbalinterlands is een overzicht van alle officiële voetbalwedstrijden tussen de nationale teams van Georgië en Ierland. De landen speelden tot op heden elf keer tegen elkaar, te beginnen met een kwalificatiewedstrijd voor het Europees kampioenschap voetbal 2004 op 29 maart 2003 in Tbilisi. Het laatste duel, een kwalificatiewedstrijd voor het Europees kampioenschap voetbal 2020, werd gespeeld in de Georgische hoofdstad op 12 oktober 2019.

## Wedstrijden
| №  | Plaats  | Datum            | Competitie           | Wedstrijd         | Uitslag |
| -- | ------- | ---------------- | -------------------- | ----------------- | ------- |
| 1  | Tbilisi | 29 maart 2003    | EK 2004 kwalificatie | Georgië – Ierland | 1 – 2   |
| 2  | Dublin  | 11 juni 2003     | EK 2004 kwalificatie | Ierland – Georgië | 2 – 0   |
| 3  | Mainz   | 6 september 2008 | WK 2010 kwalificatie | Georgië – Ierland | 1 – 2   |
| 4  | Dublin  | 11 februari 2009 | WK 2010 kwalificatie | Ierland – Georgië | 2 – 1   |
| 5  | Dublin  | 2 juni 2013      | Vriendschappelijk    | Ierland - Georgië | 4 – 0   |
| 6  | Tbilisi | 7 september 2014 | EK 2016 kwalificatie | Georgië – Ierland | 1 – 2   |
| 7  | Dublin  | 7 september 2015 | EK 2016 kwalificatie | Ierland – Georgië | 1 – 0   |
| 8  | Dublin  | 6 oktober 2016   | WK 2018 kwalificatie | Ierland – Georgië | 1 – 0   |
| 9  | Tbilisi | 2 september 2017 | WK 2018 kwalificatie | Georgië − Ierland | 1 − 1   |
| 10 | Dublin  | 26 maart 2019    | EK 2020 kwalificatie | Ierland − Georgië | 1 − 0   |
| 11 | Tbilisi | 12 oktober 2019  | EK 2020 kwalificatie | Georgië − Ierland | 0 − 0   |

## Samenvatting
| Competitie        | Totaal gespeeld | Winst Georgië | Gelijk | Winst Ierland | Doelsaldo Georgië – Ierland |
| ----------------- | --------------- | ------------- | ------ | ------------- | --------------------------- |
| WK-kwalificatie   | 4               | 0             | 1      | 3             | 3 − 6                       |
| EK-kwalificatie   | 6               | 0             | 1      | 5             | 2 − 8                       |
| Vriendschappelijk | 1               | 0             | 0      | 1             | 0 − 4                       |
| Totaal            | 11              | 0             | 2      | 9             | 5 − 18                      |

## Details

### Eerste ontmoeting
| EK 2004 kwalificatie (Tbilisi, Georgië, 29 maart 2003): |       |                                  |
| Georgië                                                 | 1 – 2 | Ierland                          |
| Levan Kobiasjvili 61'                                   | goals | 18' Damien Duff 85' Gary Doherty |

### Tweede ontmoeting
| EK 2004 kwalificatie (Dublin, Ierland, 11 juni 2003): |       |         |
| Ierland                                               | 2 – 0 | Georgië |
| Gary Doherty 43' Robbie Keane 59'                     | goals |         |

### Derde ontmoeting
| WK 2010 kwalificatie (Mainz, Duitsland, 6 september 2008): |       |                                  |
| Georgië                                                    | 1 – 2 | Ierland                          |
| Levan Kenia 90+2'                                          | goals | 13' Kevin Doyle 70' Glenn Whelan |

### Vierde ontmoeting
| WK 2010 kwalificatie (Dublin, Ierland, 11 februari 2009): |       |                        |
| Ierland                                                   | 2 – 1 | Georgië                |
| Robbie Keane 73' (pen.) Robbie Keane 78'                  | goals | 1' Aleksander Iasjvili |

### Vijfde ontmoeting
| Vriendschappelijk (Dublin, Ierland, 2 juni 2013):                 |       |         |
| Ierland                                                           | 4 – 0 | Georgië |
| Richard Keogh 42' Simon Cox 48' Robbie Keane 77' Robbie Keane 87' | goals |         |

### Zesde ontmoeting
| EK 2016 kwalificatie (scheidsrechter Kevin Blom, Tbilisi, 7 september 2014): |              | |
| Georgië | 1 – 2        | Ierland |
| Tornike Okriasjvili 38' | goals        | 24' Aiden McGeady 90' Aiden McGeady |
| Temoeri Ketsbaia | bondscoach   | Martin O'Neill |
| Giorgi Loria 46' Akaki Choeboetia Davit Kvirkvelia Goeram Kasjia Oetsja Lobzjanidze Solomon Kverkvelia Dzjaba Kankava Moertaz Daoesjvili Jano Ananidze 63' Tornike Okriasjvili 88' Nikoloz Gelasjvili | opstellingen | David Forde John O'Shea Séamus Coleman Stephen Ward Marc Wilson Aiden McGeady 76' Stephen Quinn Glenn Whelan 90+1' James McCarthy 76' Robbie Keane Jonathan Walters |
| Roin Kvaschvadze 46' Davit Targamadze 63' Levan Mtsjedlidze 88' | wissels      | 76' Robbie Brady 76' Shane Long 90+1' David Meyler |
| Davit Kvirkvelia 36' Akaki Choeboetia 48' Moertaz Daoesjvili 83' | gele kaarten | 36' Jonathan Walters |

### Zevende ontmoeting
| EK 2016 kwalificatie (scheidsrechter István Vad, Dublin, 7 september 2015):                                                                                  |              | |
| Ierland | 1 – 0        | Georgië |
| Jonathan Walters 69' | goals        | |
| Martin O'Neill | bondscoach   | Kachaber Tschadadze |
| Shay Given John O'Shea Séamus Coleman Ciaran Clark Glenn Whelan Wes Hoolahan 75' James McCarthy Robbie Brady Jeff Hendrick Robbie Keane 46' Jonathan Walters | opstellingen | Noekri Revisjvili 81' Zoerab Chizanisjvili Aleksandr Amisoelasjvili Giorgi Navalovski 76' Goeram Kasjia Oetsja Lobzjanidze Solomon Kvirkvelia Dzjaba Kankava Tornike Okriasjvili Levan Mtsjedlidze Valeri Kazaisjvili |
| Shane Long 46' James McClean 75' | wissels      | 64' Giorgi Papoenasjvili 76' Mate Tsintsadze 81' Levan Kenia |
| Glenn Whelan 74' James McClean 75' | gele kaarten | |
| - Debuut van Mate Tsintsadze (Dinamo Tbilisi) voor Georgië.                                                                                                  |              | |

GFF · A-internationals · Bondscoaches · Statistieken · Georgisch vrouwenelftal · Georgië U21 · Georgië U20 · Georgië U19 · Georgië U18 · Georgië U17 · Georgië U16
1990 – 1999 ·
2000 – 2009 ·
2010 – 2019 ·
2020 − 2029
1990 · 
1991 · 
1992 · 
1993 · 
1994 · 
1995 · 
1996 · 
1997 · 
1998 · 
1999 · 
2000 · 
2001 · 
2002 · 
2003 · 
2004 · 
2005 · 
2006 · 
2007 · 
2008 · 
2009 · 
2010 · 
2011 · 
2012 · 
2013 · 
2014 · 
2015 ·
2016 ·
2017 ·
2018 ·
2019 ·
2020 ·
2021 ·
2022 ·
2023 ·
2024
Albanië ·
Andorra ·
Armenië ·
Azerbeidzjan ·
Bosnië en Herzegovina ·
Bulgarije ·
Cyprus ·
Denemarken ·
Duitsland ·
Egypte ·
Engeland ·
Estland ·
Faeröer ·
Finland ·
Frankrijk ·
Gibraltar ·
Griekenland ·
Hongarije ·
Ierland ·
IJsland ·
Iran ·
Israël ·
Italië ·
Jordanië ·
Kameroen ·
Kazachstan ·
Kosovo ·
Kroatië ·
Letland ·
Libanon ·
Liechtenstein ·
Litouwen ·
Luxemburg ·
Malta ·
Marokko ·
Moldavië ·
Mongolië ·
Montenegro · 
Nederland ·
Nieuw-Zeeland ·
Nigeria ·
Noord-Ierland ·
Noord-Macedonië ·
Noorwegen ·
Oekraïne ·
Oezbekistan ·
Oostenrijk ·
Paraguay ·
Polen ·
Portugal ·
Qatar ·
Roemenië ·
Rusland ·
Saint Kitts en Nevis ·
Saoedi-Arabië ·
Schotland ·
Servië ·
Slovenië ·
Slowakije ·
Spanje ·
Thailand ·
Tsjechië ·
Tunesië ·
Turkije ·
Uruguay ·
Verenigde Arabische Emiraten ·
Wales ·
Wit-Rusland ·
Zuid-Afrika ·
Zuid-Korea ·
Zweden ·
Zwitserland
FAI · A-internationals · Bondscoaches · Statistieken · Iers vrouwenelftal · Olympisch elftal · Ierland U21 · Ierland U20 · Ierland U19 · Ierland U18 · Ierland U17 · Ierland U16 · Vrouwen U17
1924 – 1929 ·
1930 – 1939 ·
1940 – 1949 ·
1950 – 1959 ·
1960 – 1969 ·
1970 – 1979 ·
1980 – 1989 ·
1990 – 1999 ·
2000 – 2009 ·
2010 – 2019 ·
2020 − 2029
EK 1988 · 
EK 2012 · 
EK 2016
WK 1990 · 
WK 1994 · 
WK 2002
1924 · 
1925 · 
1926 · 
1927 · 
1928 · 
1929 · 
1930 · 
1931 · 
1932 · 
1933 · 
1934 · 
1935 · 
1936 · 
1937 · 
1938 · 
1939 · 
1940 · 1941 · 1942 · 1943 · 1944 · 1945 · 
1946 · 
1947 · 
1948 · 
1949 · 
1950 · 
1951 · 
1952 · 
1953 · 
1954 · 
1955 · 
1956 · 
1957 · 
1958 · 
1959 · 
1960 · 
1961 · 
1962 · 
1963 · 
1964 · 
1965 · 
1966 · 
1967 · 
1968 · 
1969 · 
1970 · 
1971 · 
1972 · 
1973 · 
1974 · 
1975 · 
1976 · 
1977 · 
1978 · 
1979 · 
1980 · 
1981 · 
1982 · 
1983 · 
1984 · 
1985 · 
1986 · 
1987 · 
1988 · 
1989 · 
1990 · 
1991 · 
1992 · 
1993 · 
1994 · 
1995 · 
1996 · 
1997 · 
1998 · 
1999 · 
2000 · 
2001 · 
2002 · 
2003 · 
2004 · 
2005 · 
2006 · 
2007 · 
2008 · 
2009 · 
2010 · 
2011 · 
2012 · 
2013 · 
2014 · 
2015 ·
2016 ·
2017 ·
2018 ·
2019 ·
2020 ·
2021
Albanië ·
Algerije ·
Andorra ·
Argentinië ·
Armenië ·
Australië ·
Azerbeidzjan ·
België ·
Bolivia ·
Bosnië en Herzegovina ·
Brazilië ·
Bulgarije ·
Canada ·
Chili ·
China ·
Colombia ·
Costa Rica ·
Cyprus ·
Denemarken ·
Duitsland ·
Ecuador ·
Egypte ·
Engeland ·
Estland ·
Faeröer ·
Finland ·
Frankrijk ·
Georgië ·
Gibraltar ·
Griekenland ·
Hongarije ·
IJsland ·
Iran ·
Israël ·
Italië ·
Jamaica ·
Joegoslavië ·
Kameroen ·
Kazachstan ·
Kroatië ·
Letland ·
Liechtenstein ·
Litouwen ·
Luxemburg ·
Malta ·
Marokko ·
Mexico ·
Moldavië ·
Montenegro ·
Nederland ·
Nieuw-Zeeland ·
Nigeria ·
Noord-Ierland ·
Noord-Macedonië ·
Noorwegen ·
Oekraïne ·
Oman ·
Oostenrijk ·
Paraguay ·
Polen ·
Portugal ·
Qatar ·
Roemenië ·
Rusland ·
San Marino ·
Saoedi-Arabië ·
Schotland ·
Servië ·
Slowakije ·
Sovjet-Unie ·
Spanje ·
Trinidad en Tobago ·
Tsjechië ·
Tsjecho-Slowakije ·
Tunesië ·
Turkije ·
Uruguay ·
Verenigde Staten ·
Wales ·
Wit-Rusland ·
Zuid-Afrika ·
Zweden ·
Zwitserland
België (2016) · 
Italië (2012) · 
Kroatië (2012) · 
Spanje (2012) · 
Zweden (2016)